# 사직동 (서울)
사직동(社稷洞)은 서울특별시 종로구의 법정동이자 행정동이다. 정부서울청사 등 주요행정기관, 금융기관 및 상가 빌딩이 밀집해 있는 서울의 중심부에 위치하면서도, 과거 조선 왕조 시대에 가장 중요한 국가시설의 하나인 사직단과 서궐로 불렸던 경희궁 등 많은 문화재가 소재하고 있고, 북쪽으로는 인왕산이 병풍처럼 둘러싸고 있어 현대와 전통 그리고 자연이 함께 어우러져 있다.

## 역사

### 지명 유래
내자동(內資洞) : 내자동(內資洞)이라는 지명은 조선시대 이곳에 내자시(內資寺)가 있어서 부르게 된 이름이다. 내자시는 궁궐에 쌀과 술, 기름, 과일 등 생필품을 공급하고 연희를 관장하던 관청이다.

### 연혁
- 1914년 4월 1일 : 행정구역을 아래와 같이 개편함[2]
  - 통의동(通義洞) ← 매동(梅洞) · 서문동(西門洞) · 대동일부(帶洞一部) · 장동일부(壯洞一部)
  - 적선동(積善洞) ← 사온동일부(司醞洞一部) · 어교(魚橋) · 월궁동(月宮洞) · 십자교(十字橋) · 장흥고동일부(長興庫洞一部) · 종교일부(宗橋一部)
  - 체부동(體府洞) ← 구곡동(九曲洞) · 체부동(體府洞) · 누각동일부(樓閣洞一部)
  - 필운동(弼雲洞) ← 필운대(弼雲臺) · 귀동(龜洞) · 전정동(塡井洞) · 대구도가동(大口都家洞) · 도가동(都家洞) · 송목동(松木洞) · 남정동일부(南征洞一部) · 사직동일부(社稷洞一部)
  - 내자동(內資洞) ← 남정동일부(南征洞一部) · 사직동일부(社稷洞一部) · 전립동(戰笠洞) · 고간동(古澗洞) · 장흥고동일부(長興庫洞一部) · 창염동(昌染洞) · 종교일부(宗橋一部) · 은행동(銀杏洞)
  - 사직동(社稷洞) ← 창평동(昌平洞) · 사직동일부(社稷洞一部) · 무덕문(武德門) · 박정동일부(朴井洞一部)
  - 도렴동(都染洞) ← 의영고동(義盈庫洞) · 도염동일부(都染洞一部) · 사온동일부(司**洞一部) · 공후동일부(工後洞一部)
  - 당주동(唐珠洞) ← 북문동일부(北門洞一部) · 봉상사전(奉常司前) · 대창동일부(大昌洞一部) · 내담동(內膽洞) · 남문동(南門洞) · 창례동(昌禮洞) · 훈조동일부(燻造洞一部) · 야주현일부(夜珠峴一部) · 당피동일부(唐皮洞一部)
  - 광화문통(光化門通) ← 수문동일부(水門洞一部) · 예빈동(禮賓洞) · 두석동일부(豆錫洞一部) · 황토현일부(黃土峴一部) · 사온동일부(司醞洞一部) · 도염동일부(都染洞一部) · 공후동일부(工後洞一部) · 보민동(保民洞) · 삼간동(三澗洞) · 송교일부(松橋一部) · 구서부동일부(舊西部洞一部) · 서학현일부(西學峴一部) · 광제교(廣濟橋) · 동령동(東嶺洞) · 황토현(黃土峴) · 하방교일부(下芳橋一部) · 당피동일부(唐皮洞一部) · 송교일부(松橋一部)
  - 서대문정일정목(西大門町一丁目) ← 송교일부(松橋一部) · 하방교일부(下芳橋一部) · 상방교(上芳橋) · 중방교(中芳橋) · 선공동(繕工洞) · 원동(園洞) · 야주현일부(夜珠峴一部) · 염정동(廉井洞) · 비변사(備邊司) · 정자동(亭子洞) · 당피동일부(唐皮洞一部) · 훈조동일부(燻造洞一部) · 오궁동일부(五宮洞一部)
  - 서대문정이정목(西大門町二丁目) ← 자문동(紫門洞) · 신문내(新門內) · 함춘원(含春園) · 방추동(芳楸洞) · 장생동(長生洞) · 농포동(農圃洞) · 왕궁동일부(王宮洞一部)
- 1936년 4월 1일 : 동(洞)을 정(町)으로 변경[3]
- 1943년 6월 10일 : 경기도 경성부 종로구에 배속[4]
- 1946년 10월 1일 : 정(町)을 동(洞)으로 변경[5]
- 1955년 4월 18일 : 아래와 같이 행정동 설치[6]
  - 백송동(白松洞) : 통의동 · 적선동
  - 매동(梅洞) : 체부동 · 필운동
  - 종교동(宗橋銅) : 내자동 · 내수동
  - 사직동 : 사직동
  - 중앙동(中央洞) : 도렴동 · 당주동 · 세종로(1번지 제외)
  - 신문동(新門洞) : 신문로1가 · 신문로2가
- 1970년 5월 18일 : 아래와 같이 행정동 개편[7]
  - 효자동(孝子洞) : 효자동 · 창성동 · 통의동 · 적선동
  - 체부동(體府洞) : 체부동 · 필운동 · 내자동
  - 사직동 : 사직동
  - 세종로동(世宗路洞) : 내수동 · 도렴동 · 당주동 · 세종로(1번지 제외)
  - 신문로동(新門路洞) : 신문로1가 · 신문로2가
- 1975년 10월 1일 : 행정동 체부동을 사직동에, 신문로동을 세종로동에 합동[8]
- 1977년 9월 1일 : 법정동 통의동과 적선동을 사직동에 이관[9]
- 1998년 12월 1일 : 행정동 세종로동을 사직동에 합동[10]

## 법정동
- 통의동
- 적선동
- 체부동
- 필운동
- 내자동
- 사직동
- 도렴동
- 당주동
- 내수동
- 세종로
- 신문로1가
- 신문로2가

## 유적
통의동
- 보안여관 : 1930년대에 개업하여 2006년 폐업한 여관으로, 서정주·김동리·오장환·김달진 등이 문학 동인지 '시인부락'을 창간하기도 하였던 장소이다.[11] 통의동 2-1에 소재한 그 건물은 효자로에 접하는 일본식 건축물인데, 독특하게도 건물 정면은 벽돌로 벽을 세워 전면의 삼면을 둘러 일반적인 벽돌집처럼 보이게 건축되었다.[12]

적선동
- 장흥고(長興庫) 터 : 돗자리, 유둔(油芚), 종이 등을 맡던 기관으로, 적선동에 있었다.
- 사온서(司醞署) 터 : 술과 감주를 맡던 기관으로, 적선동에 있었다.
- 박은 집터 : 조선 중기의 문신 박은의 집터로, 적선동에 위치하였다.

체부동
- 염상섭 생가 터 : 소설가 염상섭의 생가 터로, 체부동 106-1번지에 위치하였다.[13]
- 홍종문 가옥 : 1913년경 체부동 158번지에 건립된 한옥으로, 서울시 민속문화재 제29호로 지정되었다.

필운동
- 필운대 터 : 조선 중기의 문신 이항복의 집터이다. 서울시 문화재자료 제9호로 지정되었다.
- 배화여자고등학교 생활관 : 서양식의 붉은 벽돌벽 및 기둥과 한국식의 기와 지붕이 혼합된 특이한 양식으로 건축되었는데, 선교사를 위한 주택으로 지어졌다가 1971년부터 배화여고의 건물로 쓰인다.[14] 대한민국의 등록문화재 제93호로 지정되었다.
- 홍건익 가옥 : 1930년대 중반 필운동 88-1번지에 건립된 한옥으로, 서울시 민속문화재 제33호로 지정되었다.

내자동
- 어의궁 : 효종의 잠저(潛邸)였던 곳으로, 효제동 22번지에 있던 것을 내자동 201번지로 이전하였다.

사직동
- 사직단 : 조선 시대, 토지의 신인 사(社)와 곡식의 신인 직(稷)에게 제사를 지내던 제단이다. 사적 제121호로 지정되었다.
- 황학정 : 고종 황제 때 경희궁 내에 세워졌던 사정(射亭)으로, 1922년 현재의 위치로 이건되었다. 서울시 유형문화재 제25호로 지정되었다.
- 도정궁 터 : 덕흥대원군의 사저(私邸)이자 선조의 잠저(潛邸)였던 곳으로, 1913년 12월 4일 건물이 반 이상 소실되었다. 사직동 262번지에 위치한다.
- 김가진 집터
- 허견 집터

도렴동
- 도렴서 터 : 각종 염료(染料)의 제조와 염색작업을 맡던 관청으로, 도렴동 12번지에 위치하였다.
- 사역원 터 : 외국어 교육 기관이자 통·번역 사무와 실무를 맡던 관청으로, 도렴동 88번지에 위치하였다.
- 의영고 터 : 기름, 꿀, 황랍(黃蠟), 소물(素物), 후추 등을 맡던 관청으로, 도렴동 40번지에 위치하였다.

당주동
- 내섬시 터 : 여러 궁전(宮殿)에 대한 공상(供上), 2품 이상에게 주는 술과 안주, 왜인(倭人)과 여진인에게 주는 음식물과 직포 등을 맡던 관청으로, 당주동에 위치하였다.
- 봉상사 터 : 국가의 제사와 시호를 맡던 관청으로, 당주동 128번지에 위치하였다.

세종로
- 사헌부 터
- 육조 터
- 의정부 터
- 장례원 터
- 치사기로소 터
- 경조아문 터
- 고종 어극 40년 칭경 기념비

신문로1가
- 홍화문
- 선공감 터
- 훈련도감 터

신문로2가
- 경희궁
- 돈의문 터
- 비변사 터
- 이숙번 집터
- 이인손 집터

## 주요 기관
- 서울특별시교육청
- 서울특별시경찰청
- 행정안전부
- 외교부
- 여성가족부
- 통일부
- 한국조사개발원
- 한국생산성본부
- 한국문화센터
- 정책기획위원회
- 정부전산정보관리소
- 국가기록원

## 교육
- 서울매동초등학교
- 배화여자중학교
- 배화여자고등학교
- 배화여자대학교

## 교통
- 서울 지하철 3호선 경복궁역

## 주거
| 단지명            | 건설사              | 시행사               | 주소 | 입주        | 비고 |
| ----------------- | ------------------- | -------------------- | ---- | ----------- | ---- |
| 광화문 스페이스본 | 풍림산업㈜          | 사직1도심 재개발조합 |      | 2008년 7월  |      |
| 파크팰리스        | 삼성물산㈜ 건설부문 |                      |      | 2003년 11월 |      |